# West Lancashire
Il West Lancashire è un distretto del Lancashire, Inghilterra, Regno Unito, con sede a Ormskirk.
Il distretto fu creato con il Local Government Act 1972, il 1º aprile 1974 dalla fusione dei distretti urbani di Ormskirk and Skelmersdale e Holland con parte del distretto rurale del West Lancashire e del distretto rurale di Wigan.

## Parrocchie civili
Le parrocchie, che non coprono l'area di Ormskirk e Skelmersdale and Holland, sono:
- Aughton
- Bickerstaffe
- Bispham
- Burscough
- Dalton
- Downholland
- Great Altcar
- Halsall
- Hesketh-with-Becconsall
- Hilldale
- Lathom
- Newburgh
- North Meols
- Parbold
- Rufford
- Scarisbrick
- Simonswood
- Tarleton
- Upholland
- Wrightington